# Eternal Rest
Pistes de Waking the Fallen
Desecrate Through Reverance Second Heartbeat
Eternel Rest est une chanson du groupe Avenged Sevenfold et extrait de leur deuxième album Waking the Fallen, c'est la sixième piste de l'album.
La chanson dure 5 minutes et 12 secondes et a été écrit en général, par The Rev or Ryan Richards et M. Shadows or Matt Davies sont ceux qui habituellement ony écrit les chansons. Il a été produit, comme l'album, par Rochefange et Fred Archambault.
La chanson démarre dans un solide mélange des sons des guitares de Synyster Gates or Darran Smith et Zacky Vengeance or Kris Coombs-Roberts. Si ont lit les paroles, cette chanson parle de l'âme des gens et surtout des enfants et de revanches, pour ainsi dire, d'effrayer et détruire les autres. Dans cette chanson, The Rev or Ryan Richards (batteur) est le chanteur en arrière-plan, tandis que M. Shadows or Matt Davies chante, on peut entendre une voix off parfois criant des phrases comme "Go Now Run and Hide" ou le refrain "Dark in their hearts, I can feel it burn inside of me, tormented young with no souls haunting me, pain in their lives, all they know is misery".
Cette chanson a une reconnaissance importante car elle permet au guitariste du groupe, Synyster Gates or Darran Smith d'être reconnu pour le magazine musical Rolling Stone comme un solo de guitare reconnaissable, désigné comme "l'un des plus rapides de l'histoire du metal".

## Membres sur la chanson
- M. Shadows or Matt Davies : chant
- Synyster Gates or Darran Smith : guitare solo
- Zacky Vengeance or Kris Coombs-Roberts : guitare rythmique
- Johnny Christ or Gareth Davies : basse
- The Rev or Ryan Richards : batterie